# آفات جانواي

آفات جانواي

آفات جانواي (بالإنجليزية: Janeway lesions)‏ هي آفات غير مضضية صغيرة حمامية أو نزفية أو عقيدية على الراحتين أو باطنها حجمها بضعة مليمترات في القطر وتدل على التهاب الشغاف العدوائي.
تتماثل عقد أوسلر وآفات جانواي، إلا أن عقد أوسلر يصاحبها مضض، كما أنها ذات منشأ مناعي.

## الأسباب
توصف آفة جانواي في علم الأمراض بأنها خراجات صغيرة جدا في الأدمة مع نخر ملحوظ والتهابات لا تصل للبشرة. وهي ناجمة عن الصمة الإنتانية التي تودع البكتيريا، وتشكل هذه الخراجات الصغيرة. آفات جانواي طرفية ومسطحة وغير مؤلم.

## أصل الكلمة
سميت آفات جانواي بهذا الاسم نسبةً لإدوارد جانواي (1841-1911)، وهو طبيب أمريكي بارز وأول عالم أمراض يصف هذه الآفة.